# Hynek Tomáš
Hynek Tomáš, pokřtěn Ignác, (30. června 1861 Nová Paka – 17. května 1956 tamtéž) byl český varhaník, sbormistr a hudební skladatel.

## Život
Základní hudební vzdělání získal ve svém rodišti a učitele Františka Záhorského. Stejně jako jeho bratr Bohumil absolvoval Varhanickou školu v Praze a zpočátku se živil jako výpomocný varhaník v pražských kostelech. V letech 1883–1886 byl divadelním dirigentem v Aradu a v Pešti.
Vrátil se domů a stal se varhaníkem v kostele Nanebevzetí Panny Marie novopackého kláštera Řádu Nejmenších bratří sv. Františka z Pauly (paulánů). Tady pak působil až do roku 1935. Byl sbormistrem pěveckého spolku Hlasoň, se kterým provedl i velká kantátová díla a opery (Prodanou nevěstu Bedřicha Smetany, V studni Viléma Blodka). Založil vlastní hudební školu, učil zpěv na místní reálce a byl dirigentem městského orchestru.

## Dílo
Zkomponoval přibližně 58 chrámových skladeb a 45 skladeb světských. Jeho díla vycházela tiskem v časopisech Česká hudba a Hudební květy. Skládal písně, sbory a drobnější skladby pro klavír, housle a varhany. Je autorem i několika jevištních děl:
- Na pasece (opereta)
- V sudě (parodie na operu V studni)
- Zápas pěvců na Kumburce (opera)